# Pablo Eitel
Pablo Enrique Alberto Eitel Schmidt (ur. 11 kwietnia 1888 w Valparaíso, zm. 29 sierpnia 1972 w Santiago) – chilijski lekkoatleta, sprinter i płotkarz.
Podczas igrzysk olimpijskich w Sztokholmie (1912) odpadł w półfinale biegu na 110 metrów przez płotki, a na 100 i 200 metrów odpadł w eliminacjach.

## Rekordy życiowe
- Bieg na 110 metrów przez płotki – 16,8 (1912)